# Конота іржаста
Коно́та іржаста (Psarocolius angustifrons) — вид горобцеподібних птахів родини трупіалових (Icteridae). Мешкає в Південній Америці.

## Опис

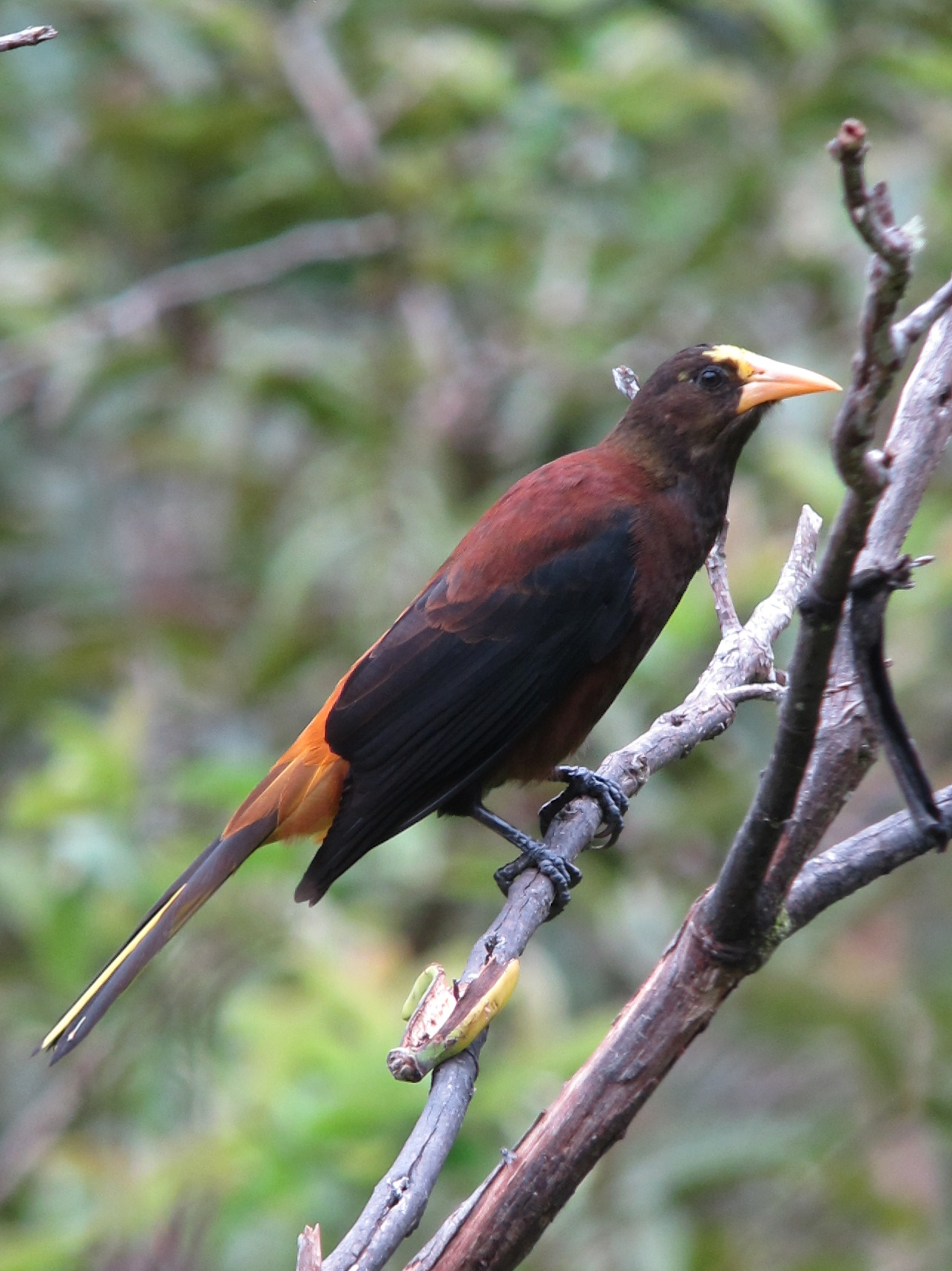
Іржаста конота

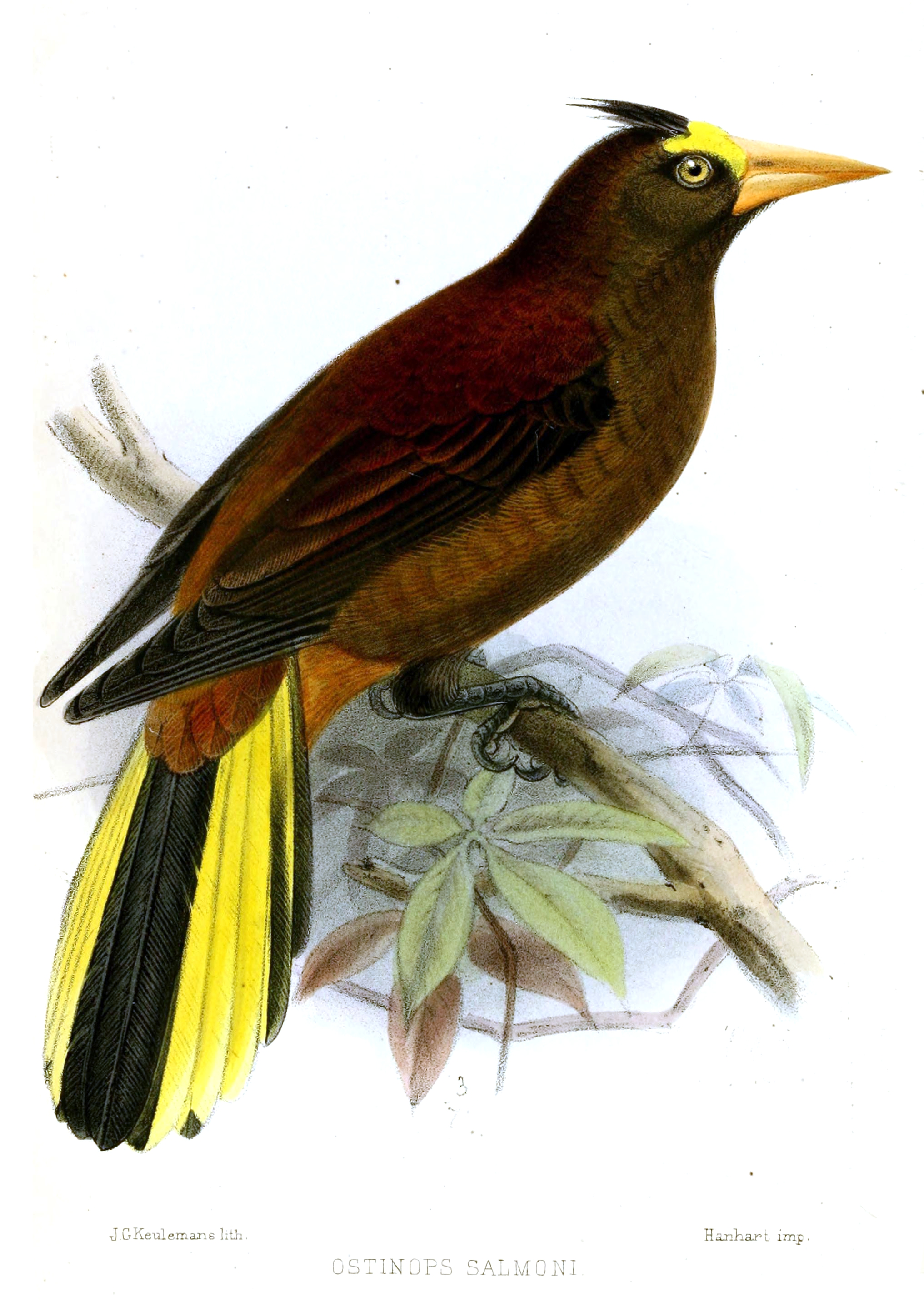
Іржаста конота

Довжина птаха становить 46-47 см, самиці є дещо меншими за самців. Забарвлення переважно оливково-коричневе, лоб жовтий, спина каштанова, крила чорнуваті, хвіст з боків яскраво-жовтий. Забарвлення також може бути повністю оливково-коричневими, за винятком жовтих стернових пер. Дзьоб довгий, прямий, вузький і загострений, може бути жовтим або чорним. 

## Підвиди
Виділяють сім підвидів:
- P. a. salmoni (Sclater, PL, 1883) — Західний і Центральний хребти Колумбійських Анд;
- P. a. atrocastaneus (Cabanis, 1873) — західні схили Еквадорських Анд;
- P. a. sincipitalis (Cabanis, 1873) — західні схили Східного хребта Колумбійських Анд і долина Магдалени;
- P. a. neglectus (Chapman, 1914) — східні схили Східного хребта Колумбійських Анд, гори Кордильєра-де-Мерида на заході Венесуели і гори Сьєрра-де-Періха на кордоні Колумбії і Венесуели;
- P. a. oleagineus (Sclater, PL, 1883) — Прибережний хребет на півночі Венесуели (від Карабобо до Міранди);
- P. a. angustifrons (Spix, 1824) — від південно-східної Колумбії до північно-східного Перу і заходу Бразильської Амазонії;
- P. a. alfredi (Des Murs, 1856) — від південно-східного Еквадору до східного Перу і північно-західної Болівії.

Деякі дослідники виділяють підвид P. a. oleagineus у окремий вид Psarocolius oleagineus.

## Поширення і екологія
Іржасті коноти мешкають в Колумбії, Еквадорі, Перу, Болівії, Бразилії і Венесуелі. Вони живуть у вологих рівнинних, гірських і заболочених тропічних лісах. Живляться великими комахами, плодами і ягодами.